# Mołot Perm
Mołot Perm (ros. Молот Пермь) – rosyjski klub hokeja na lodzie z siedzibą w Permie.

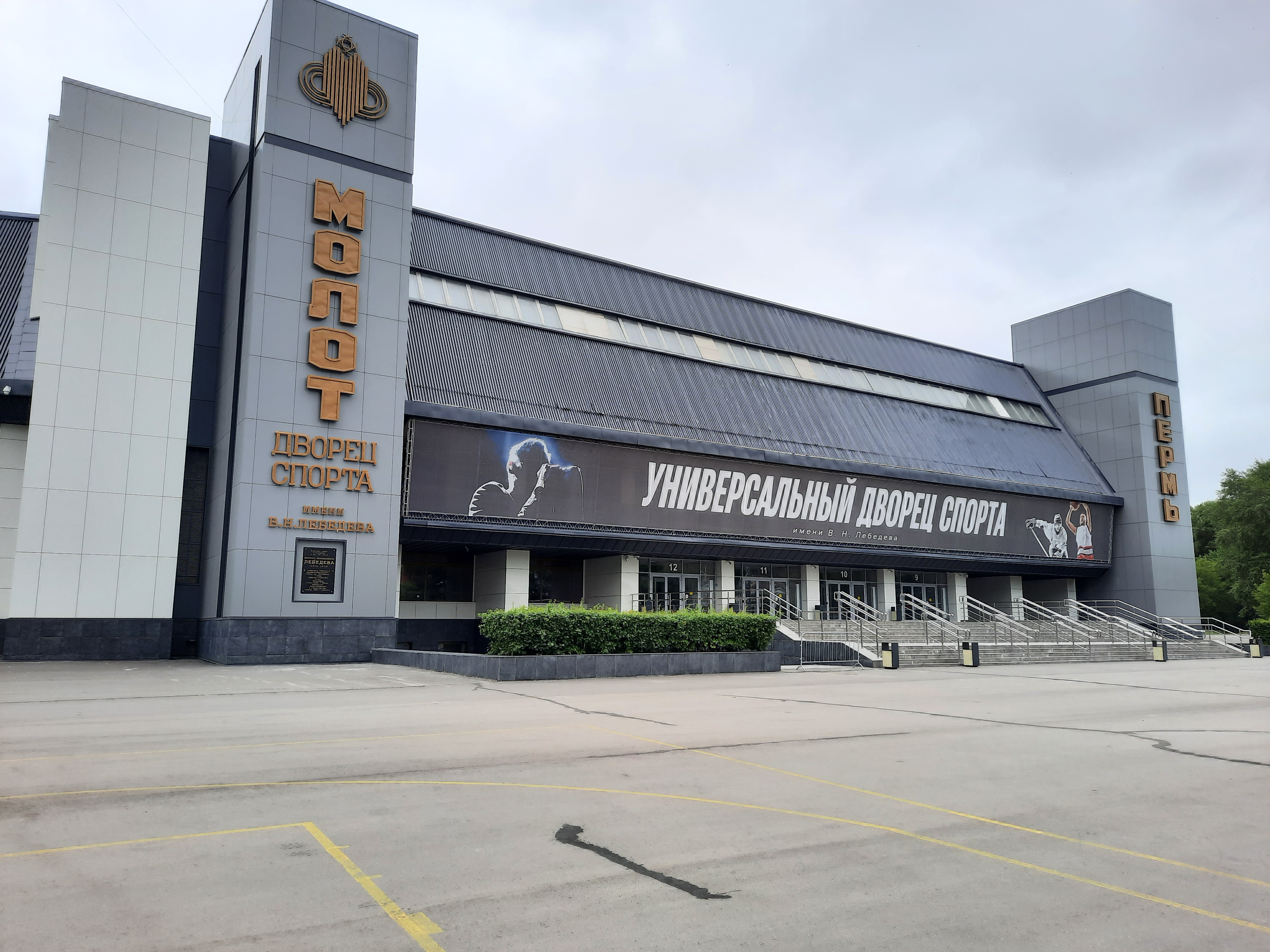
Lodowisko klubu

## Historia
Dotychczasowe nazwy
- SK im. Swierdłowa Mołotow (1948–1959)
- Mołot Perm (1959–1997)
- Mołot-Prikamje Perm (1997–2021)
- Mołot Perm (2021-)[3]

W latach 1992–2003 i 2004-2006 występował w Superlidze. Od 2006 występuje w WHL.
Drużyną juniorską został Oktan Perm, potem Mołot Perm i MHK Mołot Perm występujący w MHL-B i MHL. Klub został zespołem farmerskim wobec Admirała Władywostok.

## Sukcesy
- Srebrny medal Rosyjskiej FSRR: 1956
- Pierwsze miejsce w Turnieju Barbórkowym: 1973[4]
- Złoty medal wyższej ligi: 2004
- Brązowy medal WHL: 2014
- Puchar Jedwabnego Szlaku – pierwsze miejsce w sezonie zasadniczym WHL: 2024

## Zawodnicy
Wychowankami klubu byli m.in. Aleksiej Pogodin, Albiert Leszczow, Jewgienij Kietow, Ilja Sołariow. W klubie występowali w przeszłości m.in. Leonid Fatikow, Andriej Koszkin, Siergiej Korolew, Aleh Antonienka, Witalij Atiuszow, Ondrej Prokop, Martin Kotásek, Andriej Dołgow, Andrei Makrov, Nikołaj Ignatow, Aleksandr Kuklin.